# Ed, Edd n Eddy: The Mis-Edventures
Ed, Edd n Eddy: The Mis-Edventures è un videogioco della Midway Home Entertainment, basato sull'omonima serie animata, sviluppato da A2M e da Cartoon Network Interactive. Venne pubblicato il 31 ottobre 2005. È il secondo videogioco basato su Ed, Edd & Eddy, dopo Ed, Edd n Eddy: Jawbreakers! e prima di Ed, Edd n Eddy: Scam of the Century.

## Modalità di gioco
Ed, Edd n Eddy: The Mis-Edventures è un gioco d'avventura tridimensionale, con visuale in terza persona. Non ha una vera e propria trama, ma si suddivide in livelli, nei quali Eddy cercherà di realizzare delle truffe per riscuotere i soldi dai ragazzi del quartiere. I livelli sono 8, due dei quali sbloccabili attraverso il gioco, con l'utilizzo delle abilità speciali degli "Ed". Ogni personaggio ha una capacità: Eddy può lanciare bombe puzzolenti, può vandalizzare oggetti e colpire le cose con il suo orologio da tasca. La sua formazione è la Torre di Eddy, in grado di recuperare gli elementi in alto e consentire al trio di attraversare ponti stretti. Edd può usare la sua fionda per colpire bersagli distanti, utilizzare macchinari e colpire le cose con il suo righello. La sua formazione è il Trampolino di Edd, che può consentire di salire sulle zone alte. Ed può distruggere le cose con la sua testa, afferrare oggetti e animali e può scavare dentro le sabbiere. La sua formazione è il Batter-Ed in grado distruggere grandi ostacoli.

## Truffe
Primo livello: Cool Yer Ed
Nel primo livello, gli Ed vogliono rubare cubetti di ghiaccio dai refrigeratori nei cortili dei ragazzi, per farne coni di neve, per venderli. Incontreranno molti ostacoli davanti a loro, ma, grazie alla forza di Ed, riusciranno nel loro intento. Strada facendo incontreranno una macchina per fare polpette appartenente a Rolf, ma quest'ultimo non permetterà ad Ed di usare la macchina. Così Ed romperà il recinto dei maiali per farli scappare. Gli Ed faranno tornare i maiali nel recinto solo se Rolf permetterà loro di usare la macchina. Così, dopo aver acciuffato i maiali, e averli rimessi nel recinto, useranno la macchina per fare delle polpette a forma di coni gelato. Alla fine Ed inizierà a mangiarli.
Secondo Livello: Pin The Tail on the Ed
Nel secondo livello Jimmy sta dando una festa di compleanno. Rolf dice agli Ed che non sono stati invitati. Ma Eddy decide comunque di andare passando dalle fogne. Nonostante le preoccupazioni di Edd, Eddy riuscirà a guidare i suoi amici attraverso le fogne, grazie anche all'astuzia di Edd e l'aiuto forzato di Jonnino. Giunti alla festa, incontreranno le sorelle Panzer. Per fortuna, Edd userà la sua fionda per abbattere gli alveari tra gli alberi in modo che le api inseguano le Panzer. Alla fine si scoprirà che gli Ed sono arrivati tardi alla festa e Jimmy darà agli Ed della glassa con dentro cinque candeline che Ed successivamente inizierà a mangiare.
Terzo Livello: Must Be Something I Ed
Nel terzo livello, Rolf dice agli Ed che al Negozio di Caramelle distribuiscono gratis le spaccamascelle. Così Eddy decide di andare subito al negozio, che dovrebbe chiudere tra 5 minuti, ma sulla strada incontreranno molti ostacoli, tra cui i ragazzi del quartiere. Dopo averli superati Eddy riuscirà ad avere la sua spaccamascella, ma non sa che è ricoperta di polvere di piede (alla quale Eddy è allergico). Allora la faccia di Eddy diventa improvvisamente verde con delle macchie arancioni. Ora Eddy dovrà cercare di tornare a casa senza farsi vedere dai ragazzi. Alla fine giunti a casa, sembrerebbe che tutto sia tranquillo, ma all'improvviso i ragazzi spuntano da fuori dalla finestra con macchine fotografiche ed iniziano a scattare delle foto a Eddy, ridendo di lui.
Quarto Livello: Ed on Arrival
Nel quarto livello, Rolf mette in mostra uno dei suoi distintivi di Urban Rangers. Anche Eddy vorrebbe averne uno. Rolf gli propone un patto, dovrà superare un certo percorso e dopo avrà anche lui il distintivo. All'inizio Eddy rifiuta, ma quando vede che Rolf intende dare il distintivo a Kevin decide di accettare. Durante il percorso incontrerà molti ostacoli e dovrà affrontare anche alcune gare. Alla fine gli Ed riusciranno a vincere la gara, ma Rolf dividerà il distintivo equamente in tre parti per ognuno degli Ed. Così Eddy spinto dalla rabbia infilerà il suo pezzo nel naso di Ed, andandosene. 
Quinto Livello: Nightmare on Ed Street
Nel quinto livello, il coniglietto di peluche di Jimmy, il signor Yum Yum, è intrappolato all'interno della vecchia casa abbandonata, e precisamente sul davanzale della finestra. Dal momento che Jimmy è troppo spaventato per andare a prenderlo, Eddy promette di recuperare il signor Yum Yum se Jimmy gli dà un quarto di dollaro. Jimmy si rifiuta, allora Eddy gli dice che il quarto di dollaro glielo darà dopo che hanno preso il coniglietto. Jimmy accetta. Entrati nella casa, Eddy rivela ad Edd, che ha fatto rubare il coniglietto a Ed, per poi andarlo a prendere e ricevere un premio in denaro da Jimmy. Ma Ed rivela che aveva messo il signor Yum Yum sulla mensola del caminetto, non sul davanzale della finestra. All'improvviso compaiono le sorelle Panzer, con in mano il coniglietto di Jimmy. Le sorelle Panzer allora dicono agli Ed che riavranno il coniglietto solo se eseguiranno alcuni servizi per loro. Gli Ed accettano, ma devono far presto altrimenti le Panzer segheranno il signor Yum Yum. Completati i servizi le Panzer restituiscono il coniglietto agli Ed però segato a metà, così alla fine Jimmy non darà nessun quarto di dollaro a Eddy.
Sesto Livello: Ed Marks the Spot
Nel sesto livello, Eddy aveva l'intenzione di condividere con i suoi due amici la sua scorta segreta di spaccamascelle, tenute in una valigia. Ma, aperta quest'ultima, Eddy scopre che le spaccamascelle non ci sono più, però trovano un pezzo di una mappa. Allora il trio decide di trovare gli altri pezzi per scoprire chi ha rubato le spaccamascelle. Il primo pezzo lo trovano da Jonnino, in procinto di utilizzarlo per farne un aeroplanino di carta, il secondo da Jimmy, che stava cercando di fare degli origami e il terzo dalla capra di Rolf. Alla fine scoprono che le Panzer hanno rubato le spaccamascelle. Allora gli Ed decidono di entrare nella loro roulotte, ma cadono in una botola. Dovranno cercare di sconfiggere le Panzer per recuperare le spaccamascelle. Alla fine, mentre il trio si appresta a scappare con le spaccamascelle, vengono sorpresi in una stanza nuziale e si scopre che tutto era una trappola, e che alla fine le Panzer intendono sposare gli Ed.
Truffe Bonus. Per sbloccare queste truffe bonus, bisogna scavare nelle sabbiere dei livelli. Per sbloccare La vendetta di Edzilla bisogna scavare nelle sabbiere dei primi tre livelli principali, mentre per sbloccare Il ranch del Robot Ribelle bisogna scavare nelle sabbiere degli ultimi tre livelli principali.
Settimo Livello: La vendetta di Edzilla
Nel settimo livello, Eddy ricrea la truffa di Edtropolis. Tutto va bene fino a quando Ed pensa di essere di nuovo un mostro (parodia di Godzilla). Così distrugge tutto quello che si trova in città palazzi, ospedali, negozi, carri armati fino allo scontro finale contro Kankerator (le Panzer in versione mostro, parodia di King Ghidorah), dove Ed ha la meglio. Svegliatosi dal suo sogno ad occhi aperti, Ed viene colpito con una paletta di metallo da Eddy.
Ottavo Livello: Il ranch del Robot Ribelle
Nell'ottavo livello, gli Ed sono bloccati sul pianeta dei robot. La loro unica speranza è quella di arrivare al razzo spaziale. Così Ed decide di prender l'iniziativa, ma viene catturato dai robot. Toccherà a Edd ed Eddy salvare il loro amico dalle grinfie dei robot ribelli, e dopo averlo fatto devono dirigersi verso il razzo spaziale ma prima dovranno vedersela con il leader dei robot. Dopo aver sconfitto il robot il trio riuscirà a trovare il razzo ma il loro gioco immaginario verrà interrotto da Sarah che chiamerà Ed per l'ora di cena. Il videogioco finisce con gli Ed irritati per essere stati interrotti durante il loro gioco.

## Informazioni
- Sfere Blu: Le sfere blu sono il cuore della vita del gioco: mantengono vivi gli Ed, concedono la vita a seconda delle loro dimensioni. Le grandi sfere sono più difficili da trovare di quelle piccole.
- Soldi: Si trovano in tutto il gioco. Il denaro è disponibile in monete da due centesimi di dollaro, viene utilizzato nella macchina delle spaccamascelle nel parco giochi.
- Spaccamascelle: è l'elemento più importante nel gioco, ce sono 40 situate in tutte le truffe, raccogliendole tutte consentono di visualizzare e sbloccare trucchi e gallerie.
- Abbigliamento Sandbox: questi elementi speciali sono nascosti all'interno delle sebbiere nei livelli, possono essere scavate solo da Ed, i vestiti forma di outfits che servono per sbloccare i due livelli bonus.
- Uova di Pasqua: le uova si trovano in ogni livello, dopo la cattura polli si trovano in loro. Essi sbloccano alcuni extra.

## Gli extra sbloccabili
Sono i seguenti gli extra sbloccabili trovando le uova di pasqua:
- Testa grande: Quando attivata, le teste degli Ed diventano grandi.
- Testa piccola: Quando attivata, le teste degli Ed diventano piccole.
- Abiti spaziali: Quando attivata, gli Ed indossano i loro costumi della truffa "Il ranch del Robot Ribelle" (non funziona nel vicolo).
- Film: Tavoletta permette ai giocatori di guardare il video musicale di Cartoon Network "My Best Friend Plank".
- Film: La registrazione permette ai giocatori di ascoltare l'audio clip da sessioni di registrazione del gioco e vedere le persone che hanno fornito le voci di Ed, Edd, Eddy.
- Film: Speciale consente ai giocatori di guardare lo spot di Ed, Edd, n Eddy: The Mis-Edventures.

## Modifiche GBA
Nella versione per Game Boy Advance sono state apportate alcune modifiche, le quali sono:
- Delle nuove truffe chiamate 'Ed & Switch', 'Like an Ed in a Maze', 'Ed-A-Doodle-Doo' sono state messe nel gioco.
- La truffa 'Ed & Switch' sostituisce quella di 'Nightmare on Ed Street' tranne per il fatto che il signor Yum Yum si trova nella discarica invece che sul davanzale della casa abbandonata e che è Sarah a forzare gli Ed di andare a recuperare il signor Yum Yum.
- Nella truffa 'Pin The Tail on the Ed' gli Ed non passano per le fogne, ma per i cortili del quartiere. Quando giunti alla festa rubano l'invito a Kevin e vengano accolti cordialmente. Inoltre non c'è nessuna battaglia con le Panzer.
- La truffa 'Ed Marks the Spot' ha un finale diverso. Gli Ed si ritrovano in un vero e proprio incubo, dovranno evitare di essere uccisi da labbra giganti, e, alla fine schivare i colpi delle Panzer.
- La truffa 'Pin The Tail on the Ed' è la prima mentre 'Cool Yer Ed' è la seconda.

## Accoglienza
Ed, Edd n Eddy: The Mis-Edventures ha ricevuto delle recensioni abbastanza buone per la versione per PS2, GCN, Xbox, e GBA, mentre per la versione per Microsoft Windows ne ha ricevuto di piuttosto negative. Il sito di giochi IGN ha dato al gioco un punteggio di 5,0 per la versione PS2, 2,9 per la versione PC, e 5,1 per la versione Xbox.